# 中華民國護照
中華民國護照是中華民國外交部所核發的護照，申請資格為具有中華民國國籍者。《入出國及移民法》規定中華民國國民指具有中華民國國籍之居住臺灣地區設有戶籍國民或臺灣地區無戶籍國民。大陸地區人民、香港居民、澳門居民在轉換身分為臺灣地區人民之前不適用護照條例；經中華民國外交部等主管機關認為有特殊考量及持用中華民國護照之必要的情況除外，中華民國護照與加簽之核發與執行由外交部領事事務局掌理，並由駐外使領館、代表處、或辦事處（以下簡稱駐外館處）負責簽發。
不過自生物特徵護照（晶片護照）發行後，因製作需求，內嵌晶片護照皆由領事事務局製作簽發，即使於駐外館處申辦護照換領亦同。駐外館處在特殊需求下，僅可於駐地簽發一年期無內嵌晶片護照，且此種護照於部分國家有相異於晶片護照的簽證需求。

## 歷史

### 北洋政府時期
目前可查證最早貼照片的中國護照，為1919年9月中華民國北洋政府駐滬辦事處所發放，留法勤工俭学的留学生即使用的是该护照。1922年4月，經過長時間研究查核後，北洋政府外交總長顧維鈞組織「全權代表辦事處」，聲明為中國唯一外事統籌機構，並同時訂定具有照片的正式中國護照發放規格與章程，並由該辦事處首度發放包含顧維鈞、馮玉祥（總理）等官員的多本正式護照，同時且與各國談判中國護照的發放權力。

### 國民政府暨政府遷臺前時期
中華民國護照與中華民國《國籍法》釐定有相當大關係，經過兩度修改後，以國民政府委員會為主體的國民政府或中華民國政府於1929年定調中華民國國籍法方向與護照發放基礎原則。該國籍法多數條文今仍於中華民國自由地區適用。
1929年，在允許雙重國籍及出籍從嚴、復籍從寬的原則下，國民政府公佈了《護照條例》和辦理華僑登記。此兩措施，皆為將中華民國護照法制化之準備。其相關條例有《外交部編製外交統計圖表規則》，利用統計數字，來控管「出洋護照」數量，同年12月30日又陸續公佈《外交部頒發出國護照暫行辦法》和《外交部駐外使領館發給回國護照及簽證外人來華護照暫行條例》。其中，《外交部頒發出國護照暫行辦法》將出國護照分為「外交護照」、「官員護照」和「普通護照」3種。其中，以華僑、留學生適用的普通護照，最為普遍通行。規定有需出具2間商家保証且到達國外目的地後須向當地中華民國使領館呈驗護照以便登記、1年期滿後，需向當地中華民國使領館呈銷舊照換新照的規定。1930年，該辦法再度放寬，除了放寬國籍限制外，也將1年護照驗證期限延至3－5年，甚至視護照種類大幅度放寬（華僑護照即可放寬至10年）。
1930年，國民政府致力廢除不平等條約，逐漸收回在中華民國的各國護照發放權力，首度真正將出、入國的護照相關規範一致化，並將辦法及護照格式登載於海外各地華文報紙或印成通告發布。早年因為條件極為寬鬆，1933年，中華民國華僑持的中華民國護照雖只有12萬6000本，不過據統計，當時有條件申請中華民國護照者，達1000萬人。
1940年代，國民政府雖因中日戰爭影響，1948年正式行憲後改組的中華民國政府，又面對國共戰爭等干擾，仍致力於護照制度正常化。1944年7月22日，位於重慶的國民政府頒發公佈《出國護照條例》，條例中規定護照之申請、核發、制定及管理，由中華民國外交部負責，並加入國際慣例的不得扣留、護照種類（外交護照、公務護照及普通護照）等規定。另外，發放機關制定上，中華民國外交護照及公務護照，由中華民國外交部核發，普通護照，由中華民國外交部或駐外大使館、領事館及其他外交部授權機構核發。此項達17條的條文，已是相當完備的護照基礎規範。
附：中共簽發版本
直至1949年10月1日以前，中共曾以“北平市人民政府”的名義簽發「中華民國護照」。中共所發行的護照在中华民国政府的護照基礎上有所改動，主要表現在將護照封面的國徽取消，以及頁面底紋設計有變化。

### 政府在臺時期
1949年中華民國政府遷台至今，護照總共改版18次。早期在台灣發行的護照，以墨綠色為基底，正面外觀有國徽及「中華民國護照」燙金字樣。
1966版護照
1966年改版的護照，因提交版本並未注意國徽標準比例，使此版護照國徽外觀上類似中國國民黨黨徽。從此時開始至1995年改版前，護照的國徽部分為銀色燙金，字體方面則為金色燙金設計。「中華民國」改為橫式書寫，更首度將英文名稱納入護照封面設計，新增「REGULAR PASSPORT REPUBLIC OF CHINA」及「普通護照」字樣。
1969版護照
1969年改版，調整國徽比例，英文字樣改為「PASSPORT OF THE REPUBLIC OF CHINA」，並將護照封面下方開窗，使護照號碼露出。
1972年日本與中華民國斷交，不再承認中華民國政府為代表中國的唯一合法政府。持中華民國護照前往日本前，需申請「渡航證明書」。該證明書與一般直接印於護照內頁的簽證不同，此證明書是浮貼於護照內頁，出入境章都蓋在渡航證明書上，並於出境日本時收回。在1998年4月，日本經由修法將法律對護照的定義「日本政府、日本政府承認的外國政府或有權國際組織發行的護照」增加「政令指定地域有權機關發行的等同於前項所列的證件」，之後日本頒佈政令將台灣指定為此類地域，達到雖無外交關係，但承認中華民國護照為台灣發行的有效合法證件，不再使用渡航證明書。
1977版護照
1977年改版，將封面改回「中華民國護照」直式書寫，英文字樣改為「Passport of the Republic of China」，並保留護照號碼開窗露出、國徽與字體燙金顏色不同之設計。
1980版護照

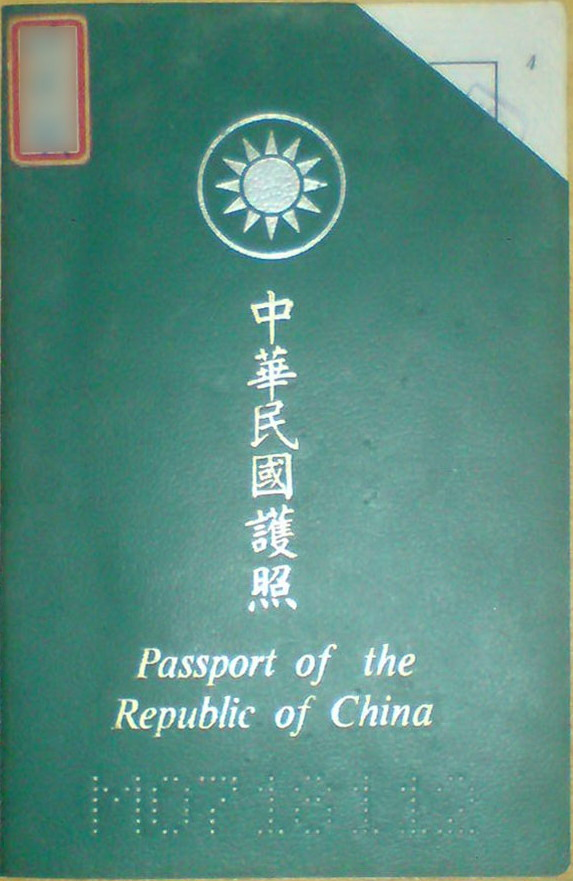
中華民國1980版護照（簽發於1982年）

1980年改版，將護照號碼開窗露出之設計取消，並將護照號碼從封面打洞，貫穿整本護照。
1982年起，葡屬澳門政府單方面給予中華民國護照持有人免簽證待遇，得入境澳門30天。
1995版護照
外交部於1994年12月16日宣佈，因護照遭偽變造事件層出不窮，犯罪手法亦趨多樣化，尤以人頭冒領或偽造身分證申領護照情形造成嚴重困擾。該部門於1995年1月開始，發行「機器可判讀護照（Machine Readable Passport, MRP）」。因應新版護照設計，中華民國護照字樣改為橫式書寫，並將國徽移至「中華民國REPUBLIC OF CHINA」及「護照PASSPORT」兩行字中間，國徽紋路燙金也更改與字樣統一為金色。
2000年5月20日，陳水扁政府上任後，執政期間數度討論於「護照PASSPORT」下方加註「ISSUED IN TAIWAN」字樣。此外，也曾討論將國徽圖案換為台灣島輪廓圖案，然而最終雙雙都並未實行。
2003版護照
2003年6月12日外交部舉行記者會，正式宣布加註「TAIWAN」字樣之護照自2003年9月1日起發行。陳水扁政府決定在封面國徽和「護照」二字之間加入「TAIWAN」字樣。外交部長簡又新說明，護照加註台灣字樣主要是為了讓國人在海外旅遊時方便，避免被誤解或混淆為中華人民共和國護照的持有人，這只是一項行政措施，外界不必有過度的政治解讀。政府稱措施目的在於便民，但引來泛藍陣營強力批判，同時也導致抵制預算審查。
立法委員周錫瑋質疑，加註「臺灣」字眼將引發意識形態對立，同時勢必會讓對岸視為是一種不友善的舉動。立法委員馮滬祥批評說，此舉無異不顧臺灣安危，將害死臺灣；並呼籲在野聯盟應群起抗議，並以行動否決此案。以美國為基地的臺灣獨立運動團體「正綠社」的陳姓顧問更抨擊，此舉非但不是走向臺灣獨立，反而是走回20世紀初期「殖民地護照」的老路；他還質問，如果此舉如此重要，長年在外的外交使節持有的外交護照是否應該更早完成更換。
2005年9月開始，日本政府對中華民國實施免簽證措施。
2009版護照

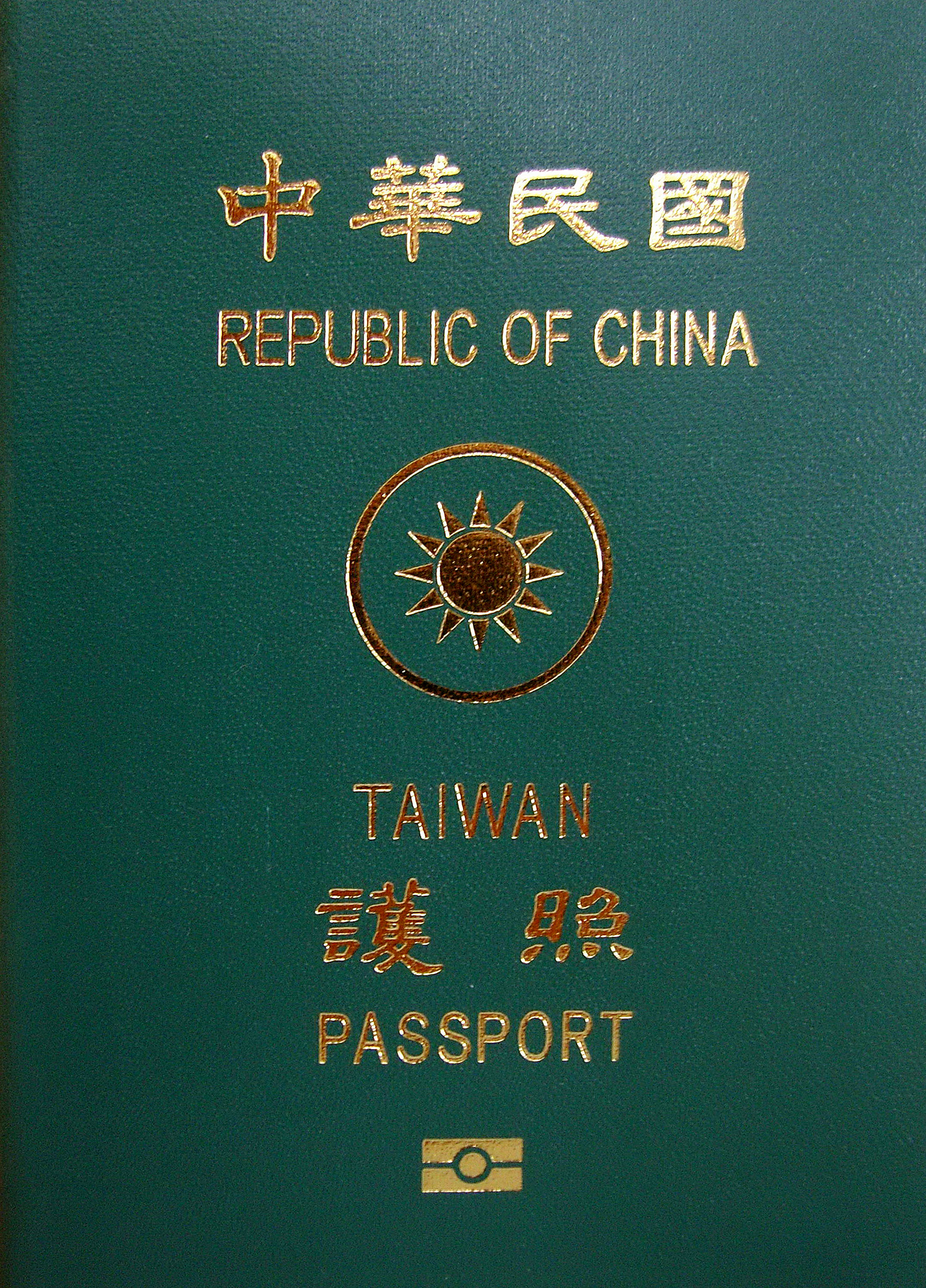
中華民國2009版護照

2008年12月29日起，外交部領事事務局在北、中、南、東部辦事處開始發行晶片護照（生物特徵護照）。該新版晶片護照最大特色在於底頁左上方植入一枚非接觸式晶片，用來儲存資料頁登載資料及持照人照片影像，資料一經寫入無法更改，並藉由無線射頻辨識讀取晶片中儲存的資料，並透過電子憑證機制驗證護照真偽。新版晶片護照外觀維持不變，僅於封面加印世界通用之專屬晶片護照標誌，內頁之圖案則全部更新，以台灣由北到南景點地標及風土民情為圖案主題。護照晶片儲存內容無指紋、虹膜等項目。該晶片有效讀取距離僅數厘米，在正常使用情形下，須先打開護照本，並以緊密接觸方式掃讀資料頁下方的機器判讀區資料，才能透過無線射頻讀取晶片資訊。另外，護照閉合時無法讀取晶片，可以阻絕外界的側錄或盜讀。
2010年11月11日，歐洲議會通過對臺灣民眾的免簽證待遇；同月26日，經由歐盟部長理事會通過，12月22日歐盟公報發布，於2011年1月11日起，臺灣民眾可於歐洲28國免簽證旅遊
2011年7月1日起，首次申辦中華民國護照必須辨認申請人身分，如果申請人不能到外交部領事事務局，也必須到戶政事務所辦理人別確認，才能委託辦理。
2012年10月2日，美國國土安全部宣布，自11月1日開始，符合資格的中華民國護照持有人，行前在ESTA登記並獲准者，將可享赴美九十天免簽證的待遇。
2018版護照
2017年12月18日，外交部宣布將現有的晶片護照改版為第二代，除護照內頁圖案設計大幅度更新外，還增加「持照人第三影像」、「金屬化表面凸起」等防偽設計，於12月25日啟用。2017年12月25日，外交部領事事務局開放民眾換發第二代護照，但其中一張內頁照片誤植為美國華盛頓杜勒斯國際機場。2018年2月5日，外交部重新發行修正後的二代晶片護照。
2020年，內政部宣布8月11日起，推出「首次申請護照一站式服務」。民眾可就近到任一戶政事務所，同時完成人別確認、申辦護照、註冊自動通關等服務。
2020版護照

2020年所發行的中華民國護照，國名「REPUBLIC OF CHINA」環繞於國徽外圈

2020年9月2日，外交部宣布提升護照的台灣辨識度，放大「TAIWAN」字樣並將「TAIWAN」及「PASSPORT」字樣緊鄰，強調為「台灣的護照」，而中華民國的英文「REPUBLIC OF CHINA」縮小環繞在國徽周圍，其餘沒有變化，於2021年1月11日正式開放申請。
2022年6月1日，外交部領事事務局啟用「申辦護照網路填表及照片上傳系統」，提供網路填表、照片上傳及線上預約三大服務簡化民眾申辦護照手續。

## 護照封面歷史

### 遷台前

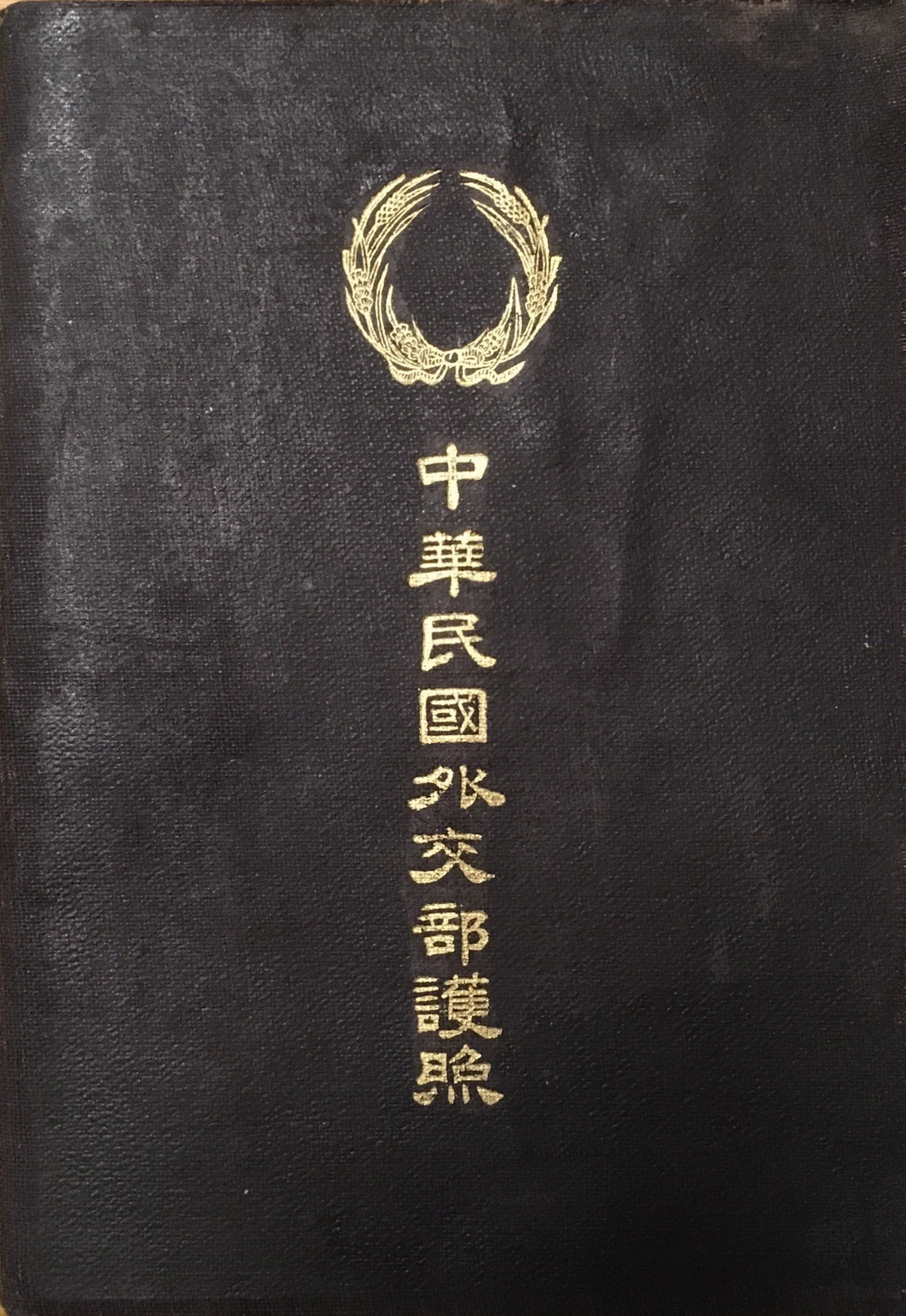
1920年代北洋政府時期的中華民國護照
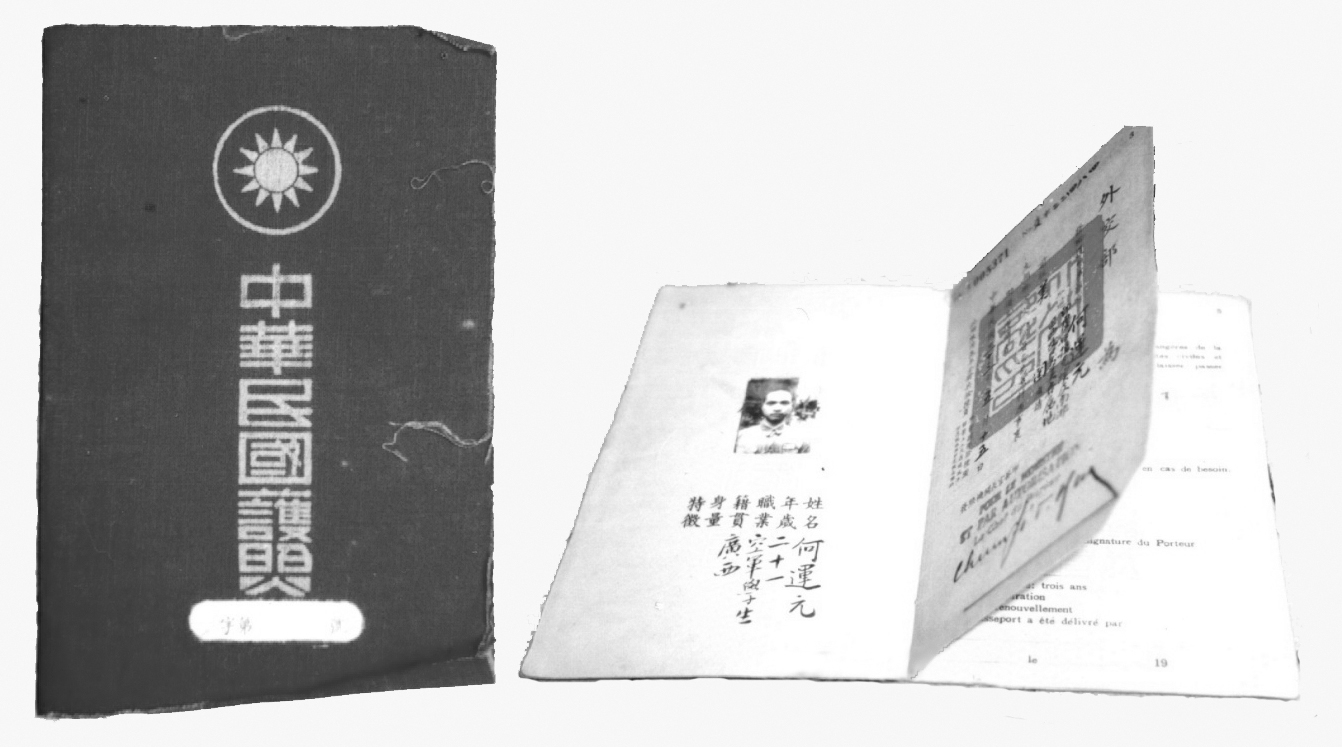
1946年的中華民國護照
1948年外交部發行的新版護照封面（遷台後續用）

### 遷台後
- 1964年鄭大洽的護照封面
- 1966年的普通中華民國護照，「中華民國」用橫書，下方直書「普通護照」
- 1969年護照下方增加將護照號碼開窗露出之設計
- 1977年中文改為直書的「中華民國護照」
- 1980年取消開窗露出護照號碼之設計
- 1995年將「中華民國」置於國徽上方，「護照」置於國徽下方，全部改用橫書
- 2003年增加「TAIWAN」字樣
- 2008年增加晶片標誌的護照
- 2008年版外交護照
- 2008年版公務護照
- 現行普通晶片護照個人資料頁樣本（有戶籍國民）

## 種類

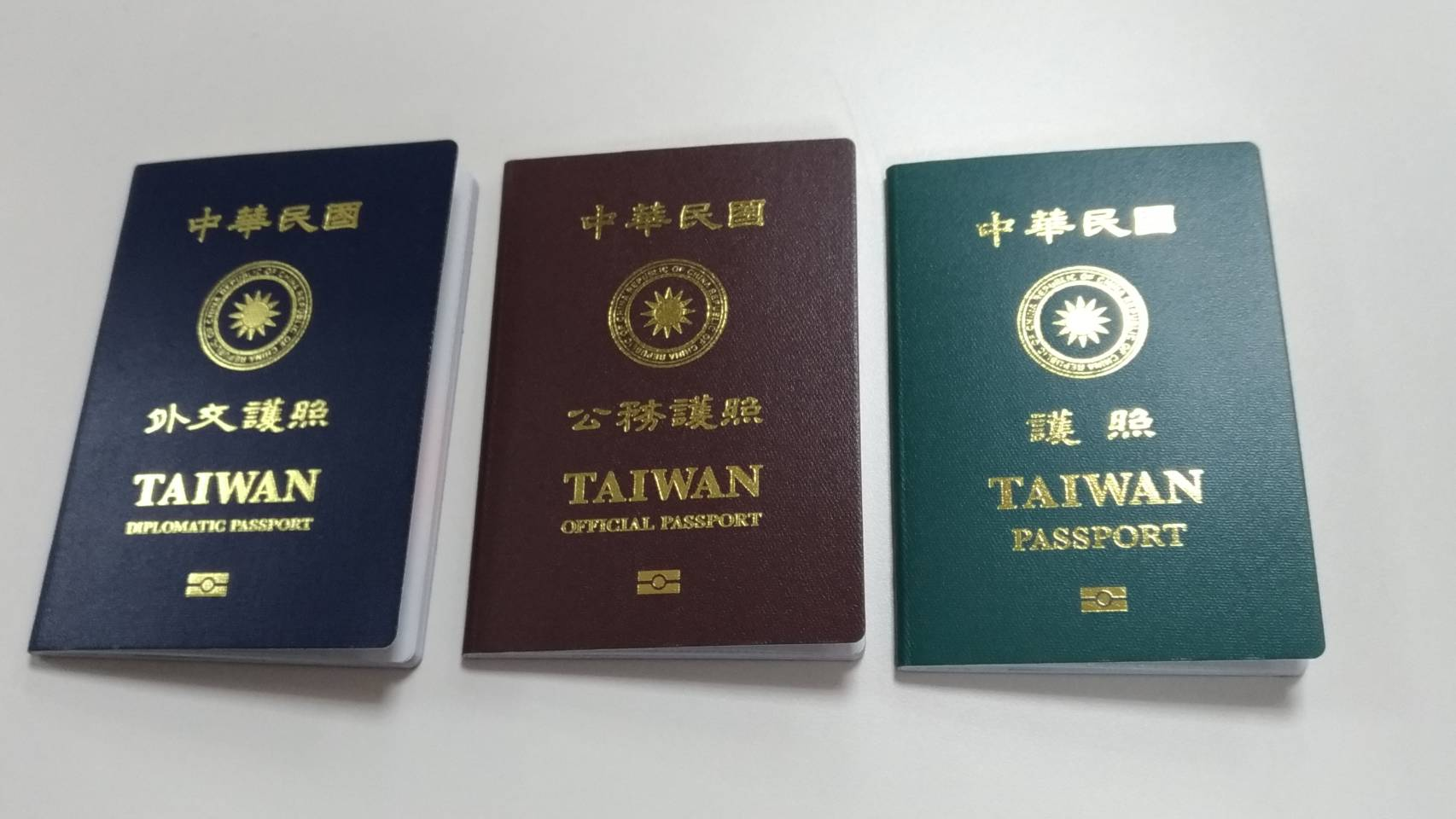
2021年1月11日起發行的外交、公務、及普通護照封面

### 普通護照
外皮為墨綠色。中華民國普通護照之適用對象為具有中華民國國籍者；大陸地區人民、香港居民、澳門居民在轉換身分為臺灣地區人民之前，除非符合護照條例第六條但書且符合護照申請及核發辦法第三章第三節所列各條之情形，並經內政部及外交部等主管機關認為有特殊考量及持用中華民國護照之必要之申請資格外，原則上不予核發。其中，在海外之大陸地區人民，若獲核發中華民國護照，依照護照申請及核發辦法第二十四條第四項規定，必須將中華人民共和國護照（香港特區護照及澳門特區護照不適用之）繳銷，不得同時持有。
自2008年起發行晶片護照後，晶片植入護照封皮底與內襯裏頁左上角之間，儲存護照資料頁基本資料及臉部影像。

### 外交護照
封面英文名稱為DIPLOMATIC PASSPORT，表皮為深藍色。適用對象如下：
- 外交、領事人員與眷屬及駐外使領館、代表處、辦事處主管之隨從。
- 中央政府派往國外負有外交性質任務之人員與其眷屬及經核准之隨從。
- 外交公文專差。

上述所稱眷屬，以配偶、父母及未婚子女為限。

### 公務護照
封面英文名稱為OFFICIAL PASSPORT，表皮為深褐色。適用對象如下：
- 各級政府機關因公派駐國外不符使用外交護照之人員及其眷屬。
- 各級政府機關因公出國之人員及其同行之配偶。
- 政府間國際組織之中華民國籍職員及其眷屬。

上述所稱眷屬，以配偶、父母及未婚子女為限。

### G類護照
因中華民國國際處境之特殊性，所核發之外交護照或公務護照常有使用不便或拒絕入境的情形。故中華民國外交部核發G類護照給部分駐外人員。G類護照外觀與普通護照相同，差別為護照號碼為G開頭（普通護照為九碼數字無字母）。

### 加持第二本護照
中華民國官員或駐外人員因公務需要或趕辦簽證可申請加持第二本護照。但由於近年來出國者眾多，遂自2009年10月26日起，外交部參照美國以及澳大利亞等國家方式，有條件開放臺灣地區有戶籍國民申請加持第二本普通護照，有效期間一年，自2013年3月31日起，效期放寬為1年6個月。其正當理由包括商務需要、國際政治問題、緊急事由或其他不可抗力原因 。而根據規定，加持第二本普通護照期滿或遺失時，繼續加持要重新申請，不能直接換發或補發。

## 效期演變
《出國護照條例》施行以來，護照有效期的演變如下：
| 法源                               | 立法日期       | 公布日期       | 施行日期       | 外交、公務護照效期                  | 普通護照效期     | 可否延期 |
| ---------------------------------- | -------------- | -------------- | -------------- | ----------------------------------- | ---------------- | --- |
| 《出國護照條例》第十一條第三、四款 | 1944年06月28日 | 1944年07月22日 | 自公布日施行   | 1年（外交、官員護照，尚無公務護照） | 03年             | 可，應在期滿以前，向國內外發照機關請求延期，每次一年。 |
| 《出國護照條例》第十一、十二條     | 1952年02月19日 | 1952年03月03日 | 自公布日施行   | 1年（公務護照取代官員護照）         | 03年             | 可，每次延期加簽不得逾一年，延期加簽以三次為限。但持照人出國或由一外國前往他國，應於到達目的地一月內，向當地或附近之中華民國使領館呈驗護照免費登記，逾期不登記者，其護照有效期間屆滿時不予延期加簽。 |
| 《護照條例》第十條                 | 1967年06月30日 | 1967年07月10日 | 自公布日施行   | 1年                                 | 03年             | 可，得按規定申請延長之。 |
| 《護照條例》第十一條               | 1989年06月09日 | 1989年06月23日 | 自公布日施行   | 3年                                 | 06年             | 可，得按規定申請延長之。但護照經持用滿十年者，應申請換發新護照。 |
| 《護照條例》第十一條               | 1994年12月27日 | 1995年01月11日 | 自公布日施行   | 3年                                 | 06年             | 不可，效期屆滿，應申請換發新護照。 |
| 《護照條例》第十一條               | 2000年04月28日 | 2000年05月17日 | 2000年05月21日 | 5年                                 | 10年，但詳情見下 | 不可，效期屆滿，應申請換發新護照。 |

自2019年4月29日起，普通護照之有效期間，除未滿14歲之孩童為5年外，均為10年。

## 規格

### 外觀
現行自2008年12月29日起發行之中華民國晶片護照之封面及封底為墨綠色，圖案和文字皆用燙金方式製作。封面中央印有中華民國國徽，並有印出中英文的「中華民國 REPUBLIC OF CHINA」、「TAIWAN」、「護照 PASSPORT」字樣，以及正下方印有「電子旅行證件」的標誌。護照封面的中文字體使用隸書體，舊版、新版英文則分別採用Franklin Gothic和URW Baskerville。
2020年9月2日，中華民國外交部宣布將於2021年1月發行新版護照，保留現行版本的元素及架構，包括中華民國、REPUBLIC OF CHINA、國徽、TAIWAN、護照、PASSPORT，以及顏色不變。並放大「TAIWAN」字樣並將「TAIWAN」及「PASSPORT」字樣緊鄰，強調為「台灣的護照」。而英文正式國名「REPUBLIC OF CHINA」環繞於國徽外圈。2020年11月30日，外交部領事事務局宣布新版護照將於2021年1月11日正式開放換發。

### 內頁
以下介紹包含2008年12月29日起發行的第一代生物晶片護照、2017年12月25日起發行的第二代生物晶片護照，以及2021年1月11日起開放申請的新版護照之內頁。

#### 個人資料頁
在個人資訊頁中，在左側為護照本人照片之外，另增列第二影像於右側以加強防偽功能。記載事項如下所示：
|                                                                                           |               |                                                             |                                                             |                                     |                                     |
| 型式/Type P                                                                               | 代碼/Code TWN | 護照號碼/Passport No. 0 0 0 0                               | 護照號碼/Passport No. 0 0 0 0                               |                                     |                                     |
| 照 片                                                                                     | 照 片         | 姓名/Name (Surname, Given names) 中文姓名 XXXX, XXXX - XXXX | 姓名/Name (Surname, Given names) 中文姓名 XXXX, XXXX - XXXX |                                     |                                     |
| 照 片                                                                                     | 照 片         | 外文別名/Also Known As XXXXXX XXXX                          |                                                             |                                     |                                     |
| 照 片                                                                                     | 照 片         | 國籍/Nationality REPUBLIC OF CHINA                          | 國籍/Nationality REPUBLIC OF CHINA                          | 身分證統一編號/Personal Id. No. A 0 | 身分證統一編號/Personal Id. No. A 0 |
| 照 片                                                                                     | 照 片         | 性別/Sex M/F                                                | 性別/Sex M/F                                                | 出生日期/Date of birth DD MMM YYYY  | 第二影像                            |
| 照 片                                                                                     | 照 片         | 發照日期/Date of issue DD MMM YYYY                          | 發照日期/Date of issue DD MMM YYYY                          | 出生地/Place of birth               | 第二影像                            |
| 照 片                                                                                     | 照 片         | 效期截止日期/Date of expiry DD MMM YYYY                     |                                                             |                                     | 第二影像                            |
| 照 片                                                                                     | 照 片         | 發照機關/Authority MINISTRY OF FOREIGN AFFAIRS              |                                                             |                                     |                                     |
| （機器可讀區）                                                                            |               |                                                             |                                                             |                                     |                                     |
| P<TWNXXXX<<XXXX<XXXX<<<<<<<<<<<<<<<<<<<<<<<< 3000000003TWN0000000M0000000A000000000<<<<00 |               |                                                             |                                                             |                                     |                                     |

| 欄位           | 內容或格式                                                                                      | 說明 |
| -------------- | ----------------------------------------------------------------------------------------------- | --- |
| 型式           | P                                                                                               | 為英文Passport（護照）之意 |
| 代碼           | TWN                                                                                             | 為台灣的ISO 3166-1代碼 |
| 護照號碼       | 九碼數字                                                                                        | 晶片護照為3開頭 |
| 姓名           | 中文姓名與英文字母外文姓名                                                                      | 中文姓名，以申請人之國民身分證或戶籍資料為準，但無戶籍國民護照之中文姓名，應依《民法》及《姓名條例》相關規定取用及更改。證件應使用本名；未使用本名者，無效。所以持照人已依法更改中文姓名者，應申請換發護照。中文姓名不得加列別名。 外文姓名依《護照條例施行細則》原則上採中文姓名之國家語言逐字音譯，除中華民國國語外，亦可使用《國家語言發展法》所稱臺灣各固有族群使用之語言，如臺灣原住民族語、臺灣閩南語和臺灣客家語之逐字音譯。政府依據《中文譯音使用原則》，鼓勵使用「漢語拼音」，但尊重個人意願，亦提供通用拼音、國音第二式、威妥瑪拼音、耶魯拼音等供參。另外可加入外文別名，或者在出示證明文件時，記載非中文姓名音譯的外文名。 註：扁政府執政時建議使用通用拼音，但原有護照外文姓名及其子、女之護照姓氏及英文戶籍謄本姓名或海外僑民姓名之譯音，得從其原有譯音方式及習慣。 姓之後要加逗點，名與名之間空格或加短劃「-」皆可。外文名字之間不加短橫，領務局亦尊重申請人意願，可於申請護照時免繕。 |
| 外文別名       |                                                                                                 | 申請護照可於護照資料頁上加印外文別名，若符合一般習用之習慣，無須提出證明，（如Peter Lin等）；若為特殊情形，須提出相關證明文件。今規定必須包含姓氏。，不同於加簽的外文別名。如果沒有加印，護照上就沒有此欄。 |
| 國籍           | REPUBLIC OF CHINA                                                                               | 中華民國 |
| 身分證統一編號 | 一英文字母九碼數字                                                                              | 臺灣地區有戶籍國民的護照才有此欄。臺灣地區無戶籍國民的護照沒有此欄。持照人取得或變更國民身分證統一編號，應申請換發護照，不得加簽修正。 |
| 性別           | M 或 F                                                                                          | 男性為「M」（Male），女性為「F」（Female） |
| 出生日期       | DD MMM YYYY                                                                                     | MMM表示英語月份前3字之縮寫 |
| 發照日期       | DD MMM YYYY                                                                                     | MMM表示英語月份前3字之縮寫 |
| 出生地         | TAIWAN FUKIEN TAIPEI CITY NEW TAIPEI CITY TAOYUAN CITY TAICHUNG CITY TAINAN CITY KAOHSIUNG CITY | 以臺灣省、福建省、臺北市、新北市、桃園市、臺中市、臺南市、高雄市等省及直轄市做為標示。 出生於中國大陸，而出生時該地尚為中華民國政府有效統治或於清朝出生者，依中華民國政府劃分的各省、直轄市、地方和特別行政區標註，如CHEKIANG（浙江省）。出生於中國大陸，而出生時該地已為中華民國政府統治權所不及者，實務上標註之作法依身分證標注出生地之省、直轄市的漢語拼音。在外國出生者，依出生國（地區）標註，如SINGAPORE（新加坡）, USA（美國）。 註：1993年4月16日起，護照出生地登錄改成省、直轄市等省級行政區，而之前，護照出生地長期登錄為CHINA（中國）。因此，舊護照出生地記載CHINA要換發新護照時，要提供出生證明、載有出生地之身分證或戶籍謄本，或以出生地具結書 據實聲明出生地。 |
| 效期截止日期   | DD MMM YYYY                                                                                     | |
| 發照機關       | MINISTRY OF FOREIGN AFFAIRS                                                                     | 無論簽發地點是在中華民國臺灣地區、香港或澳門等地，護照核發地皆使用中華民國政府外交部之名義。但若在香港發行者，會另在第50頁加蓋中華旅行社印章（2011年7月15日前），後來即加蓋駐香港臺北經濟文化辦事處印章；在澳門發行者，加蓋駐澳門臺北經濟文化辦事處印章。而在駐外機關所發行時，以該機關英文名稱表示。2013年簽發的護照已無加印章。 |
| 持照人填寫欄   |                                                                                                 | 位於護照第52頁 |
| 持照人簽名     |                                                                                                 | 應由本人親自簽名；無法簽名者，得按指印。 |

第一代晶片護照之光影薄膜部分，以TWN字樣和臺灣鳳蝶為主題，臺灣鳳蝶也做為正背面套印圖案；背景圖案為交通和晶片護照符號主題；另持照人簽名頁面背景主題則為科技主題。
自第二代晶片護照起包含現行晶片護照資料頁以「台北101」施放煙火為底圖，搭配「蝴蝶蘭」設計以及臺灣半導體晶圓幾何圖形。
- 第一代普通晶片護照個人資料頁樣本（無戶籍國民）
- 現行普通晶片護照個人資料頁樣本（有戶籍國民）

#### 簽證和註記頁面
第一代晶片護照從第4頁到50頁，皆為加簽、簽證和註記頁面，背景多為臺灣各景點和文化為主題，除了第50頁之外，其餘頁面背景圖案為雙頁跨頁式設計，浮水印皆為玉山主題。
- 加簽頁面（第4－7頁）：新北市野柳風景區和女王頭（第4、5頁）、關渡關渡大橋（第6、7頁）
- 簽證頁面（第8－47頁）：臺北市故宮博物院（第8、9頁）、臺北101（第10、11頁）、碧潭吊橋（第12、13頁）、採茶主題（第14、15頁）、雪霸國家公園大霸尖山（第16、17頁）、櫻花鉤吻鮭（第18、19頁）、臺中市臺中公園（第20、21頁）、南投縣日月潭（第22、23頁）、玉山國家公園玉山（第24、25頁）、嘉義縣阿里山和祝山日出（第26、27頁）、農業主題（第28、29頁）、臺南市七股鹽山（第30、31頁）、臺南市億載金城和赤崁樓（第32、33頁）、高雄市高雄港區（第34、35頁）、美濃紙傘（第36、37頁）、屏東縣墾丁國家公園和鵝鑾鼻燈塔（第38、39頁）、臺東縣蘭嶼和達悟族拼板舟（第40、41頁）、花蓮縣太魯閣國家公園和中橫公路（第42、43頁）、花蓮縣清水斷崖（第44、45頁）、花東海岸和海豚主題（第46、47頁）。
- 註記頁（第48－50頁）：澎湖縣（第48、49頁）、金門縣風獅爺（第50頁）。

第二代晶片護照第6頁到51頁，皆為加簽、簽證和註記頁面，背景多為臺灣各景點和文化為主題，頁面背景圖案為雙頁跨頁式設計。
- 加簽頁面（第6－8頁）、簽證頁面（第9－49頁）：臺北市故宮博物院（第6、7頁）、新北市淡水區情人橋（第8、9頁）、南投縣日月潭（第12、13頁）、嘉義縣阿里山（第18、19頁）、高雄市高雄港區（第24、25頁）、玉山國家公園玉山（第26、27頁）、臺東縣熱氣球（第34、35頁）、連江縣南竿鄉八八坑道（第36、37頁）、臺南市赤崁樓（第38、39頁）。
- 註記頁（第50－51頁）：新北市平溪天燈節（第50、51頁）。

#### 請求聲明頁

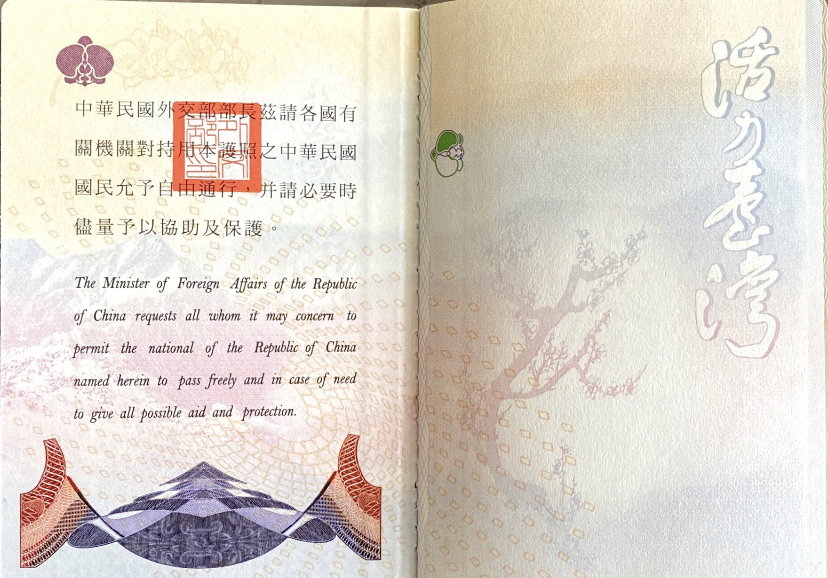
現行暨第二代晶片護照內的請求頁面

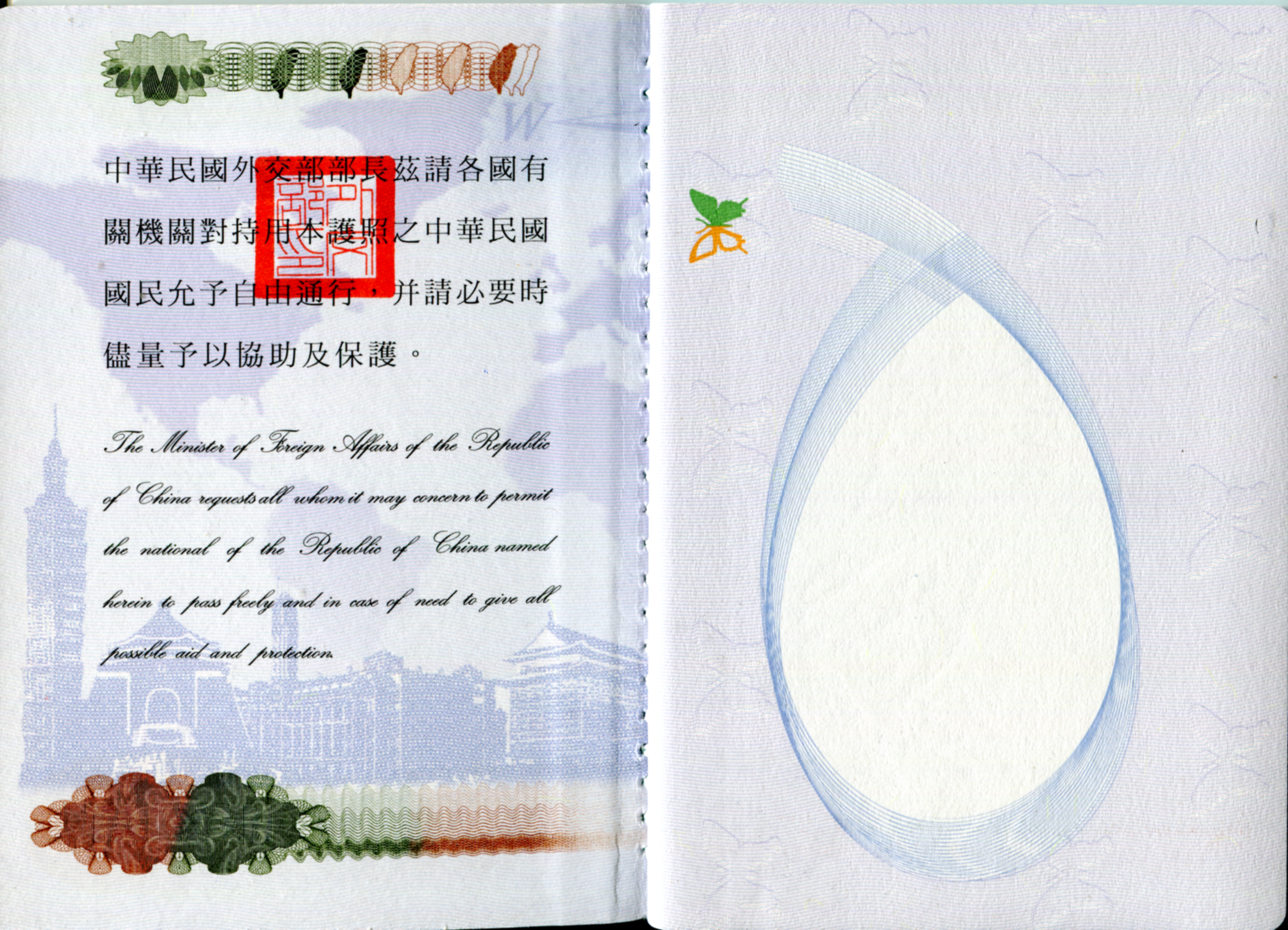
第一代晶片護照內的請求頁面

打開第一、第二代晶片及現行護照之封面後，即可看見外交部之請求聲明，以正体中文和英文書寫之內容如下：
|  |

|  |

第一代晶片護照請求聲明頁之背景圖案為台北101、中正紀念堂、總統府、圓山大飯店以及世界地圖，上方為台灣形狀連續排列的凸版印刷，下方則為TAIWAN字樣的隱藏字，具防偽功能。

#### 注意事項頁和出國前小叮嚀
第一代晶片護照注意事項頁之背景為鳳蝶。
第一代晶片護照最後第2頁印有注意事項共9點，而第二代及現行晶片護照則將注意事項移動至第4頁並修正語句如下：
|  |

加上補救貼紙之第二代晶片護照、2018年2月5日起發行之第二代晶片護照及2021年1月11日起發行之現行晶片護照，在第5頁含有文字敘述如下：
|  |

#### 末頁和晶片封底
第一代晶片護照最後一頁為鳳蝶和TAIWAN字樣的隱藏圖案。
封底部分因嵌入晶片，因此加註以下警語，並在最下面加上晶片符號，第一代晶片護照另有TWN字樣隱藏字和中華民國實際控制領土範圍（臺澎金馬）的變色墨水圖案：
|  |

|  |

### 相片規格
根據中華民國外交部領事事務局之公告，新式護照用之照片規格與2005年內政部全面換發國民身分證照片規格相同。申請人應繳交最近6個月內所攝彩色半身、正面、脫帽、五官清晰、白色背景之2吋相片（頭頂至下顎之長度介於3.2至3.6公分）乙式二張。相片中人像不得配戴有色眼鏡，眼、鼻、口、臉、兩耳輪廓及特殊痣、胎記、疤痕等清晰、不遮蓋，相片不修改且不得使用合成相片，足資辨識人貌。
| - 於近6個月內所拍攝之相片。 - 直4.5公分且橫3.5公分（不含邊框），以頭部及肩膀頂端近拍，使人像自頭頂至下顎之長度介於3.2至3.6公分（亦即臉部佔據整張相片面積的70~80%）。頭部或是頭髮的任何部分皆不能碰觸到相片邊框。 - 相片為中性色彩，無墨跡或摺痕。 - 眼睛正視相機鏡頭拍攝，兩眼必須張開且清晰可見，表情自然不誇張且嘴巴合閉，並自然地顯現出皮膚的色調，有合適的亮度及對比。 - 頭髮不得遮蓋到眼睛任一部分，並呈現清楚的臉型輪廓，不能側向一邊或傾斜，且臉型兩側、兩耳輪廓及特殊痣、胎記、疤痕需清楚呈現，相片不修改。小耳症患者頭髮可遮蓋耳朵輪廓，但臉型兩側仍須顯明不遮蓋。 - 相片背景需為白色，光源需均勻且不能有陰影或閃光反射在臉部，不能有紅眼。 - 以高解析度沖（列）印在高品質的光面相紙上，相片需清晰、鮮明，其影像不得模糊或呈現任何鋸齒狀。原始影像列印前不得對影像重新取樣（resampling）或變更影像原始尺寸。 - 如相片是以數位相機拍攝，相機必須具備至少300萬像素（pixels）功能且設定為「最高品質、高彩度」，並以高品質光面相紙沖（列）印。不得做數位影像的潤飾或補強。 - 如配戴眼鏡時： 1. 眼睛需清楚呈現，不能有閃光反射在眼鏡上，且不能配戴有色眼鏡（視障者除外）。 2. 鏡框不得遮蓋眼睛任一部分（勿配戴粗框眼鏡拍照）。 3. 因宗教因素需戴頭巾者，相片人貌之五官從下巴底部至額頭頂端及臉部兩側輪廓，必須清楚呈現。 4. 幼兒相片必須單獨顯現申請人的影像（不能有椅背、玩具、奶嘴、他人或協助照相的手之影像）。 - 照相機及燈光： 1. 相機鏡頭需調至對齊被拍攝者的眼睛高度 2. 鏡頭距離臉部約1.2公尺（至少需1公尺以上） 3. 沒有任何光學或光線上被扭曲 4. 不得使用數位變焦 5. 正確地調整白平衡 6. 需以均勻一致的白色背景拍攝 7. 利用多個擴散光源讓被拍攝者兩邊的光線對稱並互補、照亮背景並移除陰影 8. 攝影棚內不得受戶外光源的影響 9. 對焦需清晰 |

### 註記

#### 屆齡役男
內政部公告自2019年4月29日起，取消護照加蓋或註銷兵役管制章戳作業。
因此在此前護照已加蓋兵役管制章戳之役男，因內政部已公告取消護照加蓋或註銷兵役管制章戳作業，無論是否已退伍(役)或免役，皆不須再辦理戳記註銷作業。

早前依據臺灣兵役制度，19歲以上尚未履行兵役義務的役男屬於限制出境的狀態；當護照發給此類國民時，會在護照的註記頁蓋上以下印章：
| “ | 持照人出國應經核准 尚未履行兵役義務 | ” |

並在護照背面貼上「役男出境應行注意事項」貼紙。
此類國民如為四個月內之短期出境，自2017年1月1日起應至內政部役政署網站線上申請，經核准後列印核准文件即可出境，無須持護照前往鄉（鎮、市、區）公所加蓋核准章；如為學校推薦出國者，由推薦學校函請役男戶籍所在地之直轄市、縣（市）政府核准，役男持憑核准公文及護照至全國任一鄉（鎮、市、區）公所加蓋出境核准章；如為出國就學者，應至內政部移民署各縣市服務站申請，經核准後於護照註記頁加蓋核准章。

#### 無戶籍國民
由於無戶籍國民在台湾地区並無戶籍或配賦身分證字號，不符合部分國家（如日本、英國、歐盟和美國等）的免簽證條件；因此在護照的第50頁（註記頁）將會贴有贴纸或蓋上以下印章：
| “ | 本護照不適用部分國家之免簽證計劃 | ” |

#### 自動通關

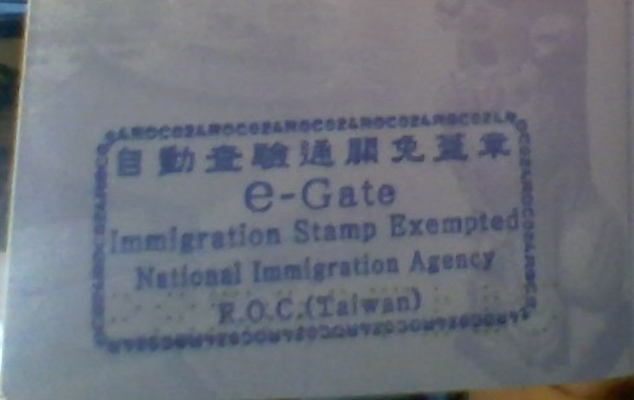
自動查驗通關免蓋章

申請自動通關之後，使用護照於中華民國各國境口岸自動通關查驗時，護照內頁可不必蓋上中華民國出入境章，因此在護照的第50頁（註記頁）將會蓋上以下印章：
| “ | 自動查驗通關免蓋章 | ” |

## 使用方式

### 申请
申請時，必須提出具有中華民國國籍的證明文件，例如在中華民國政府核發的戶籍謄本、國民身分證、戶口名簿、舊護照、國籍證明書、華僑登記證、華僑身分證明書、父或母之一方具有中華民國國籍證明加上申請人本人出生證明或者其他經中華民國內政部認定的證明文件。

### 遺失時之處理方式
遺失補發之護照，主管機關及駐外館處得縮短其效期。其是：
- 於國內遺失時：需立即持身分證明文件親自向遺失地或戶籍地警察局分局刑事組報案，之後提具警察機關核發的護照遺失作廢申報表及申請護照應備文件向外交部領事事務局或外交部各辦事處申請補發。
- 於國外遺失時：需提具當地警察機關遺失報案證明文件及其他申請護照應備文件向鄰近我駐外館處申請補發。

## 簽證待遇
根据2025年1月8日发布的亨利护照指数，中华民国护照可免签证、落地签证或电子签证入境141个国家和地区，位居世界第33。中華民國外交部則列出共171個國家與地區可以免簽證、落地簽證或電子簽證入境（部分需要國民身分證統一編號），這包含了需在入境前事先取得邀請函或簽證核准函等入境文件的國家，中華民國護照持有者入境中華民國的12個邦交國均免簽證（除梵蒂岡外均不需要國民身分證統一編號，梵蒂岡無邊境檢查）。另外，喬治亞和摩爾多瓦是目前除中國大陸以外，唯二拒絕承認中華民國護照的國家，亞塞拜然與古巴則是難以取得其簽證的國家。阿森松島政府基於其政策，不向包括中華民國護照持有者在內的特定國家和地區人民簽發簽證。

中華民國國民旅行免簽證國家或地區示意圖（普通護照）
中華民國 (臺灣)
免簽證 / ESTA / eTA / eVisitor
電子簽證
落地簽證
抵達時或線上皆可取得簽證
須持有臺胞證或中華人民共和國旅行證
須提前辦理簽證
拒絕入境

持有中華民國護照的臺灣地區無戶籍國民的簽證要求與在臺灣地區設籍的中華民國國民的簽證要求不同。

## 相关争议与事件

### 台灣國護照貼紙
2015年設計者陳致豪表示護照封面上的「Republic of China」字樣，經常讓外國海關把台灣人誤認為來自中華人民共和國，台灣人因而經常必須多費唇舌解釋，有時甚至因此造成真正「無法順利通關」的窘境。實際使用當中，有部分使用者順利通關；也有部分使用者被護照查驗官以“變造護照”為由阻攔，需撕掉貼紙方可過關。

### 底圖誤用照片事件
2017年12月25日，第二代晶片护照开始发行。随后有网友发现护照内页“注意事项”页底图中，原應為桃園機場第一航廈及塔台的照片，疑似誤植為美国華盛頓杜勒斯機場，讽刺“台湾成为美国第51州”。对此外交部12月26日由副發言人歐江安回应予以否认，称图片絕對为桃园机场。然而有桃园机场员工指称护照内页图片并非桃园机场，而且之前就曾有两座机场图片误用的情况。
之後《苹果日报》网站报道，外交部领务局工作人员已经私下向不具名的民进党立委承认照片误用，并将“回去想想办法”等同於承認發言人公開說謊。
12月26日晚，外交部召开记者会，承认用错图片并向公众道歉，同时联系中央印制厂重新印制，并延后签发新版护照。至于已签发的护照，外交部会联系民众免费更换。27日外交部领事事务局长陈华玉自请处分，降为外交部参事。陈华玉後續又將前任領務局長龔中誠（已經在一年多前轉任駐加拿大代表）調職，龔中誠喊冤說早就離開職務一年多，連新護照都沒看過，造成有媒體質疑是民進黨藉機搞政治鬥爭清除不同立場的公務員。
2018年1月24日，外交部宣布将用贴防伪贴纸的方式，蓋住护照内页“注意事项”页原本誤植的杜勒斯機場主建築，并在该页加注过去护照上未曾印制过的旅游安全宣导事项，而该贴纸預計1月底到2月初正式發行。外交部還表示“加贴贴纸不影响护照效力，民眾出國不會有疑慮”，但严格来说，世界各地出入境机关审查护照标准不一，出入境工作人员可能不承认这一防伪贴纸，因此台湾民众凭贴有防伪贴纸的护照进入其他国家或地区，可能会遭到入境受阻。而今后印刷的护照的第4、5頁，则使用桃园机场的照片。

### 禁入聯合國及其附屬組織
目前聯合國及其附屬組織中，中華人民共和國擁有其宪章中“中国”的代表权，而中華民國非联合国会员，因此不得以中華民國護照作為證件進入聯合國及其附屬組織參觀或出席會議。

### 正名
時至2020年4月，中華民國已在2019冠狀病毒病疫情中捐贈口罩援助世界多國，卻因英文國名中的「China」（中國），多次遭誤認為中華人民共和國，此事掀起國內關於中華航空改名及中華民國護照正名的討論。7月22日，立法院通過護照與華航更名決議案，宣告華航更名已入法。其中，民進黨、台灣民眾黨、台灣基進與時代力量皆投下贊成票，而國民黨則全員未出席。2021年1月外交部發行新版護照。

## 圖集

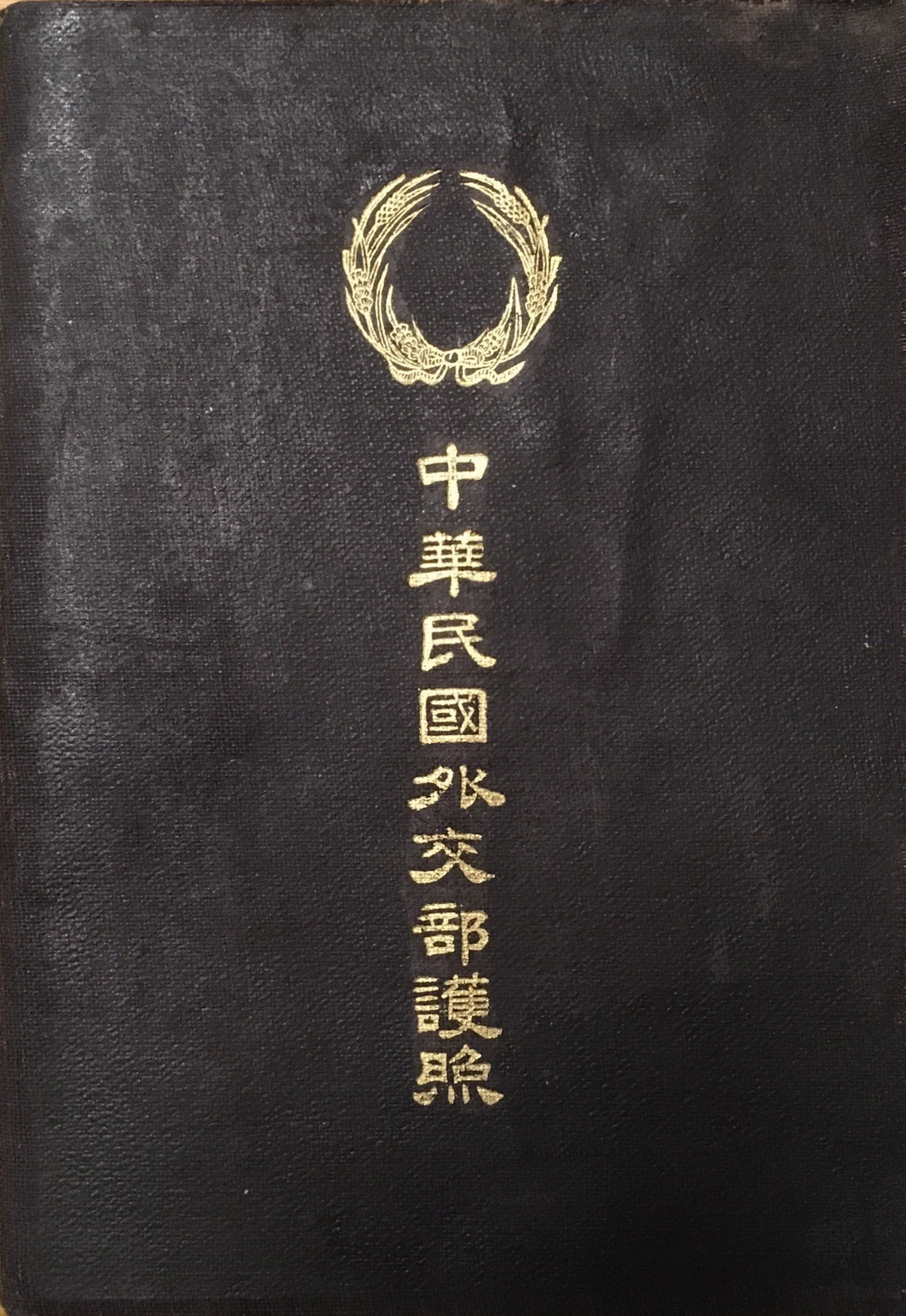
北洋政府於1920年代所發行之中華民國外交部護照。
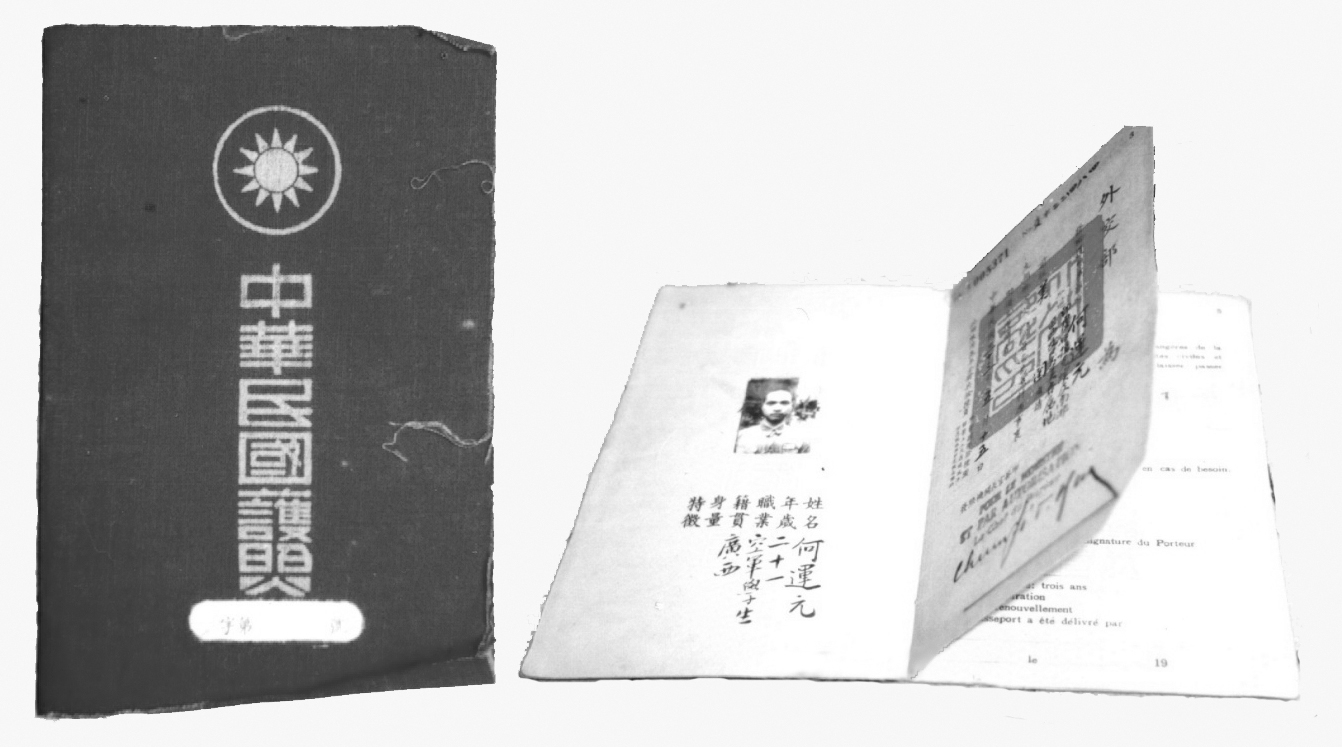
於1946年簽發的中華民國護照。
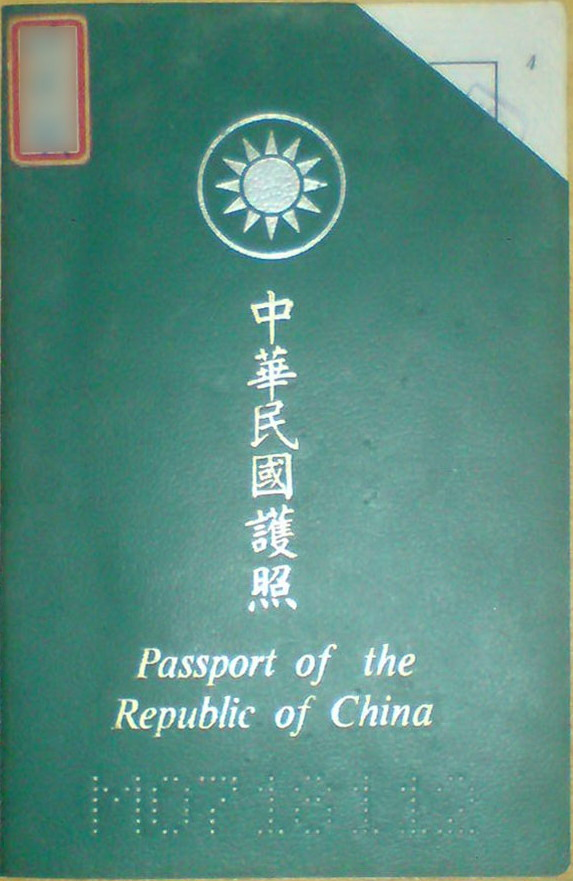
1980年發行版本，將護照號碼開窗露出之設計取消，並將護照號碼從封面打洞，貫穿整本護照。[6]。
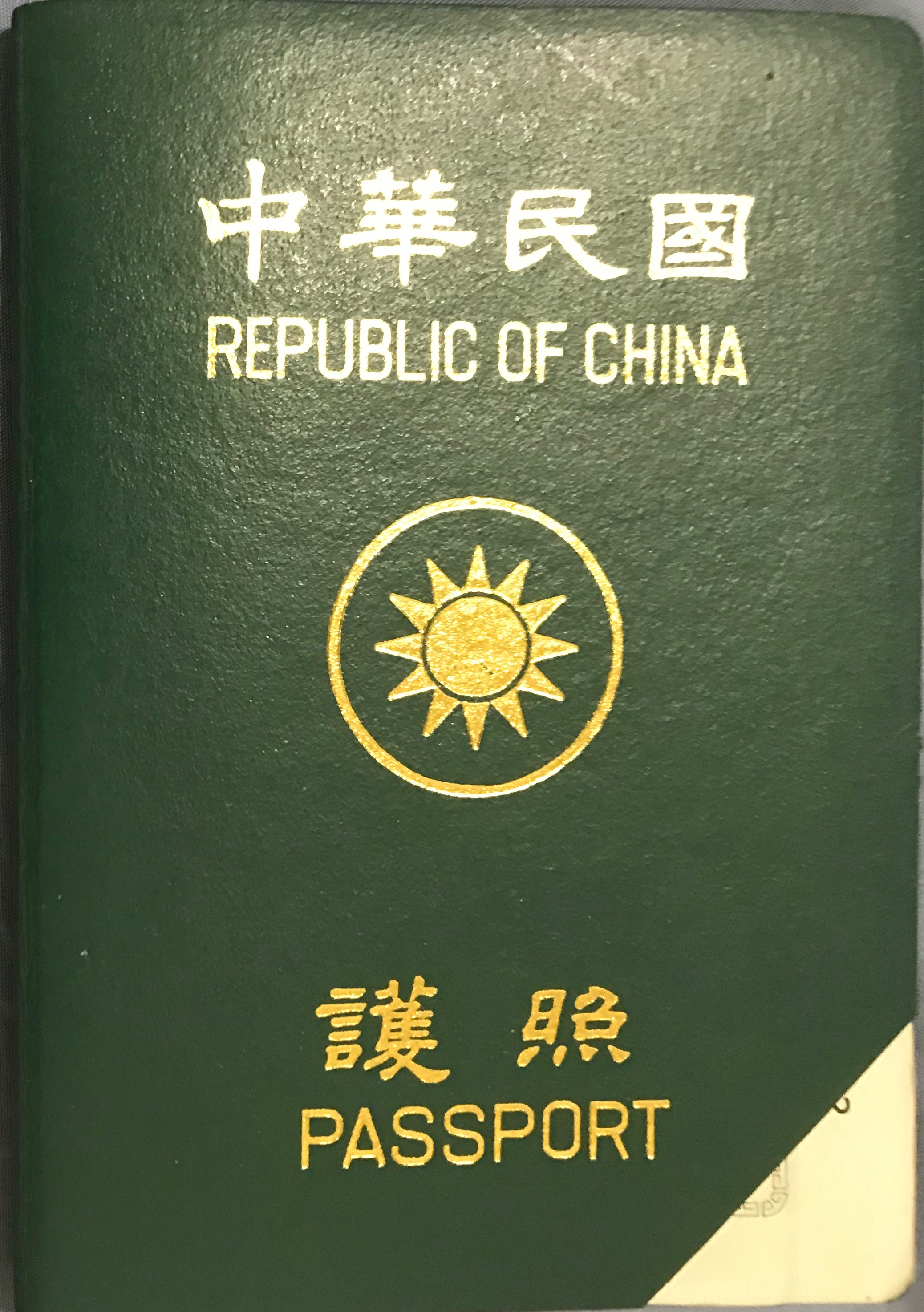
1995年發行版本，增加機器可判讀功能[9]。
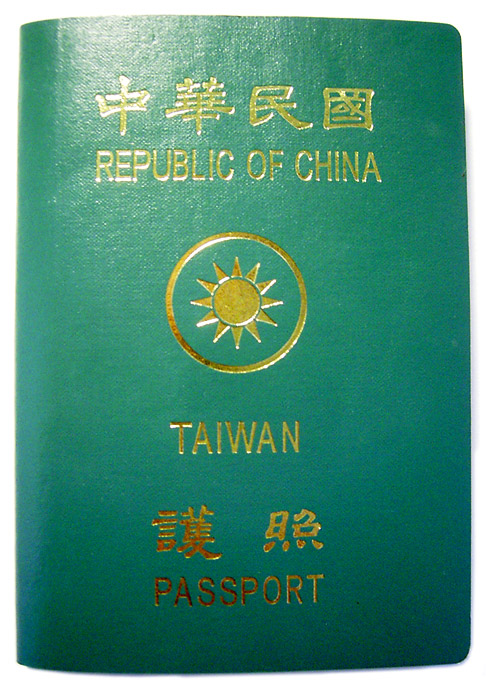
2003年發行版本，加註TAIWAN字樣[11]。
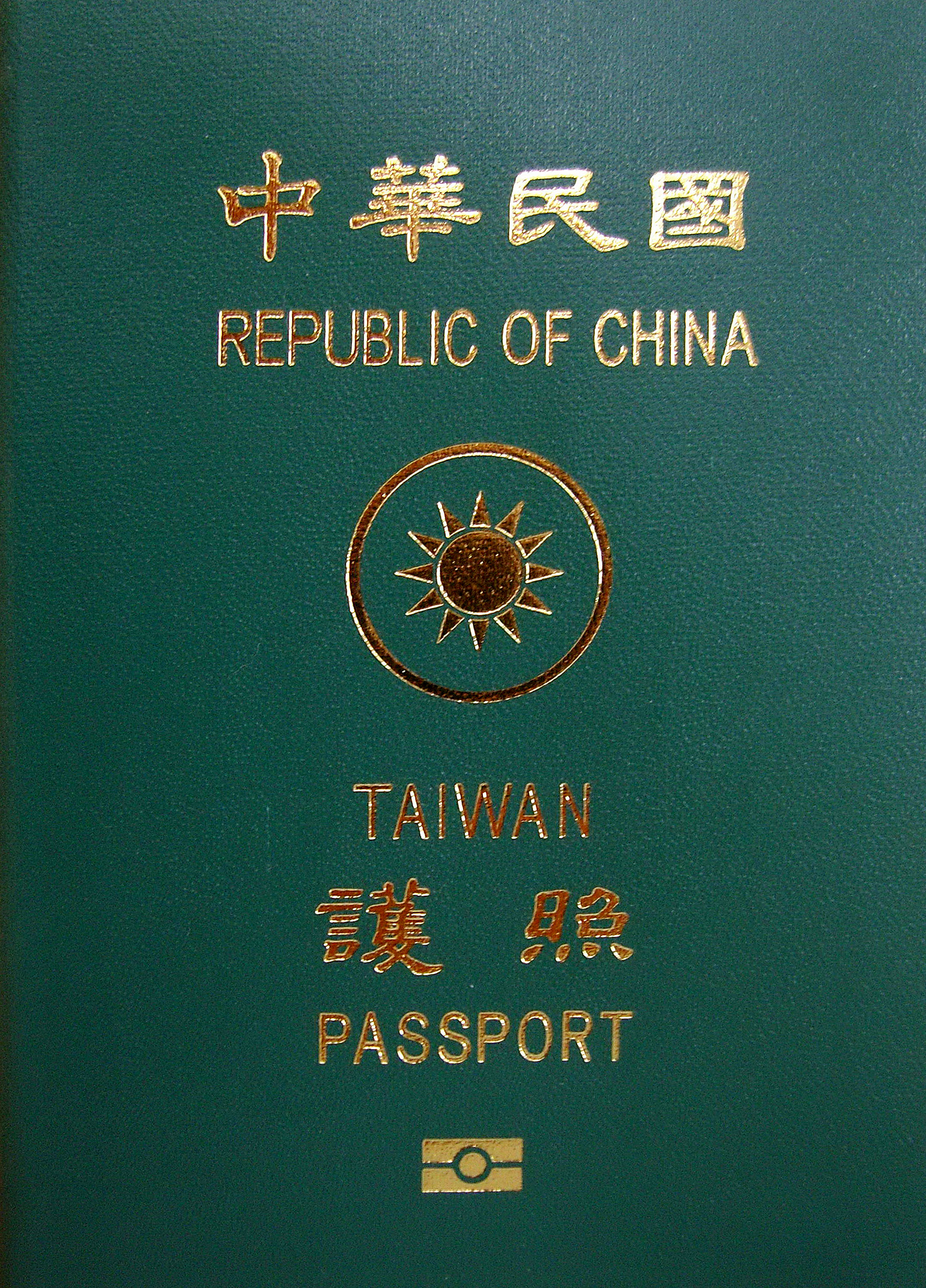
2008年發行版本，於底頁左上方植入一枚非接觸式晶片[20]。
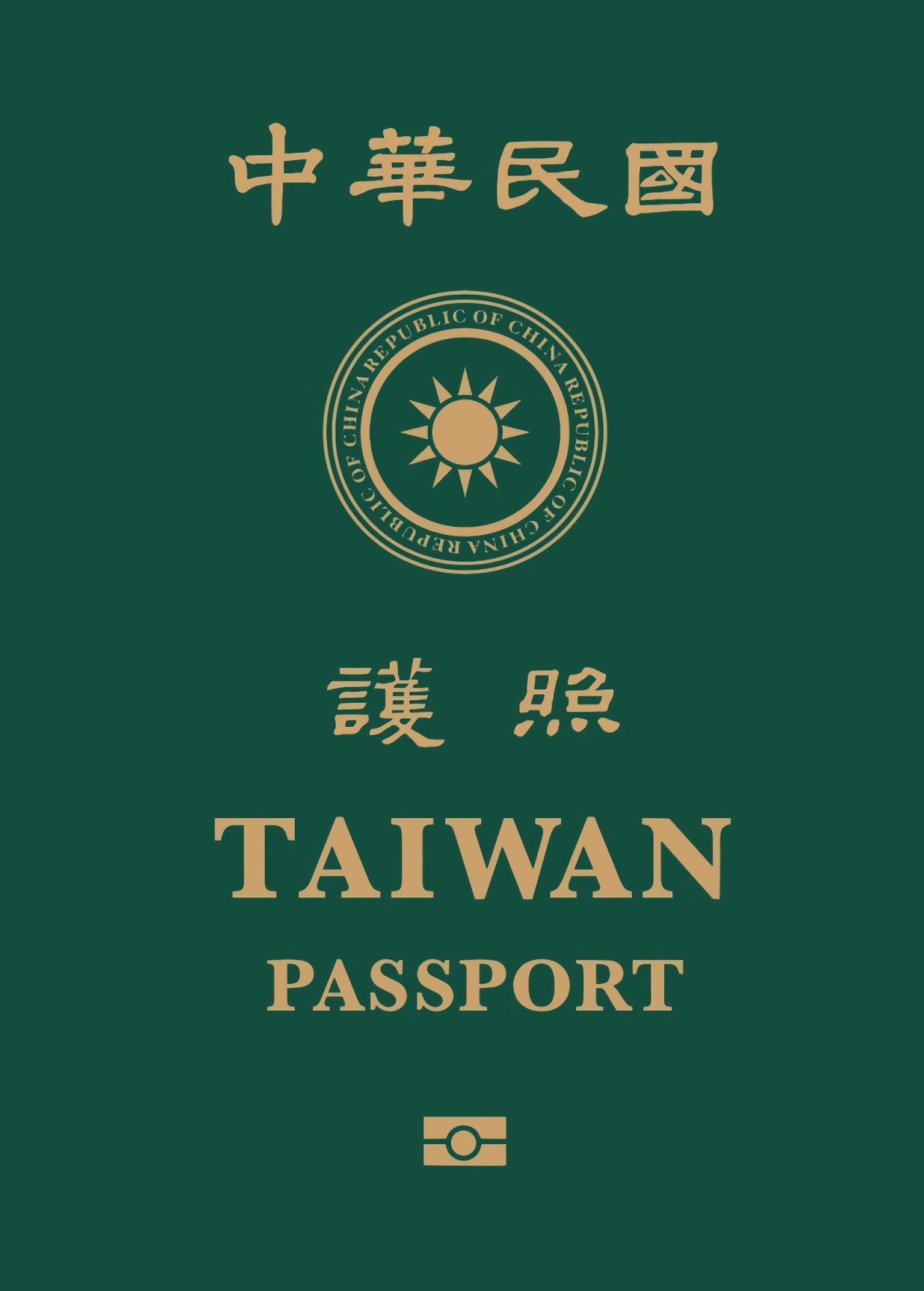
版本於2020年9月2日公布，於2021年1月11日開放申辦，將TAIWAN字樣放大，並調整Republic of China字體大小和位置[81]。
2020年公布新版護照中，國名「REPUBLIC OF CHINA」環繞於國徽外圈。

### 引用
1. ↑  全國法規資料庫. . 全國法規資料庫.   [2024-02-09]. （原始内容存档于2023-09-27）.
2. ↑  . 駐紐西蘭台北經濟文化代表處. 2019年5月10日  [2020年1月8日]. （原始内容存档于2021年1月12日）.
3. ↑  . 法務部全國法規資料庫. 2011年11月14日  [2021年1月15日].
4. ↑  . 駐紐西蘭台北辦事處. 2021-05-04  [2021-06-07]. （原始内容存档于2021-12-31）.
5. ↑  . www.polypm.com.cn.   [2024-05-20]. （原始内容存档于2024-05-20）.
6. 1 2  . 公視新聞網2020-09-02.   [2020-09-02]. （原始内容存档于2021-01-12）.
7. ↑  王欽彥、中野俊一郎. . 靜宜法律 第 1 期. 2012年5月.
8. ↑  .   [2011-12-30]. （原始内容存档于2015-06-03）.
9. 1 2  . 外交部新聞稿2003-06-12.   [2020-09-02]. （原始内容存档于2020-12-07）.
10. ↑  . 外交部新聞稿.   [2020-09-02]. （原始内容存档于2020-12-07）.
11. 1 2  . 外交部新聞稿2003-06-12.   [2020-09-02]. （原始内容存档于2020-12-07）.
12. ↑  .   [2020-09-16]. （原始内容存档于2021-01-12）.
13. ↑  護照九月起加註Taiwan 過半民眾支持 外交官也需要 （页面存档备份，存于）, 蘋果日報 (臺灣), 2003年6月13日
14. ↑  護照加印「台灣」天經地義 （页面存档备份，存于）, 蘋果日報 (台灣), 2003年6月13日
15. ↑  外交部籲辦加註台灣字樣護照 （页面存档备份，存于）, 自由時報, 2010-8-25
16. ↑  從護照加註事件看扁政府決策系統與品質 （页面存档备份，存于）, 國家政策研究基金會, 2007-2-13
17. ↑  .   [2011-07-03]. （原始内容存档于2012-02-03）.
18. ↑  新獨派正綠社反扁 （页面存档备份，存于）, 蘋果日報 (臺灣), 2003-8-11
19. ↑  .   [2014-05-10]. （原始内容存档于2014-05-12）.
20. 1 2  . 外交部新聞稿2008-12-29.   [2020-09-02]. （原始内容存档于2020-12-07）.
21. ↑  .   [2014-06-24]. （原始内容存档于2014-11-29）.
22. ↑  .   [2010-11-25]. （原始内容存档于2012-07-28）.
23. ↑   (PDF).   [2010-11-25]. （原始内容存档 (PDF)于2021-01-12）.
24. ↑  .   [2011-06-24]. （原始内容存档于2011-11-24）.
25. ↑  .   [2011-06-24]. （原始内容存档于2011-06-29）.
26. ↑  .   [2012-10-02]. （原始内容存档于2012-10-05）.
27. ↑  蘇永耀. . 自由時報. 2017-12-18  [2017-12-19]. （原始内容存档于2017-12-22）.
28. ↑  護照行政組. . 中華民國外交部領事事務局. 2018-01-29  [2020-01-08]. （原始内容存档于2019-09-02）.
29. ↑  . 中央社2020-08-07.   [2020-09-02]. （原始内容存档于2021-01-12）.
30. ↑  聯合新聞網. . 聯合新聞網. 20200902T100823Z  [2020-09-02]. （原始内容存档于2021-01-12） （中文（臺灣））.
31. 1 2  外交部領事事務局. . 外交部領事事務局. 2020-11-30  [2021-01-06]. （原始内容存档于2021-01-12） （中文（臺灣））.
32. ↑  外交部領事事務局. . 外交部領事事務局. 2022-05-26  [2021-01-06]. （原始内容存档于2022-06-20） （中文（臺灣））.
33. ↑  . law.moj.gov.tw.   [2019-05-06]. （原始内容存档于2021-01-13）.
34. 1 2  《護照條例》第八條 （页面存档备份，存于）第二項
35. ↑  《護照條例》第八條 （页面存档备份，存于）第一項
36. ↑  .   [2011-03-22]. （原始内容存档于2011-05-27）.
37. ↑  加持第二本普通護照申請書 （页面存档备份，存于）。
38. ↑  . law.moj.gov.tw.   [2019-05-06]. （原始内容存档于2021-01-13）.
39. ↑  . 聯合新聞網. 2020-09-02  [2020-09-07]. （原始内容存档于2021-01-12）.
40. ↑  . 外交部新聞稿2020-09-02.   [2020-09-02]. （原始内容存档于2020-12-07）.
41. 1 2 3  . law.moj.gov.tw.   [2020-01-17]. （原始内容存档于2021-02-04）.
42. ↑  . law.moj.gov.tw.   [2020-01-17]. （原始内容存档于2021-02-04）.
43. ↑  《護照條例》第十五條 （页面存档备份，存于）第一項第三款
44. ↑  中文譯音使用原則 (民國97年)第四點
45. ↑  中文譯音使用原則 (民國91年)第三點、中文譯音使用原則 (民國92年)第五點
46. ↑  .   [2020-01-17]. （原始内容存档于2021-01-12）.
47. ↑  .   [2020-01-17]. （原始内容存档于2021-02-06）.
48. ↑  .   [2020-01-17]. （原始内容存档于2021-01-12）.
49. ↑  《護照條例》第十五條 （页面存档备份，存于）第一項第四款
50. ↑  外交部領事事務局.   [2014-08-18]. （原始内容存档于2014-08-15）. .   [2014-08-18]. （原始内容存档于2014-08-15）.
51. ↑  . 中華民國（台灣）駐外單位聯合網站. 2011-01-10  [2011-04-30]. （原始内容存档于2011-11-24）.
52. ↑  《護照條例施行細則》第二十九條第二項第二款
53. ↑  . 中華民國外交部. 1993-04-10  [2018-02-12]. （原始内容存档于2021-01-12）.
54. ↑  . 駐紐約臺北經濟文化辦事處. 2010-02-25  [2011-06-04]. （原始内容存档于2011-11-24）.
55. 1 2 3  . law.moj.gov.tw.   [2019-05-06]. （原始内容存档于2021-01-12）.
56. ↑  . law.moj.gov.tw.   [2019-05-06]. （原始内容存档于2021-01-12）.
57. ↑  . law.moj.gov.tw.   [2019-05-06]. （原始内容存档于2021-01-23）.
58. ↑  . Henley & Partners.   [2025-01-09] （英语）.
59. ↑  . 自由時報. 2023-09-12.
60. ↑  .   [2025-02-15]. （原始内容存档于2021-04-14）.
61. ↑  . 外交部領事事務局.   [2020-06-19]. （原始内容存档于2017-12-16）.
62. ↑  外交部領事事務局. . 外交部領事事務局. 2017-07-10  [2025-07-03].
63. ↑  Entry visas （页面存档备份，存于）, Ascension Island Government.
64. ↑  Entry visa information document （页面存档备份，存于）, Ascension Island Government, October 2017.
65. ↑  . 自由時報電子報. 2015-07-23  [2017-11-10]. （原始内容存档于2015-10-26）.
66. ↑  李修慧. . The News Lens 關鍵評論網. 2017-12-27  [2018-08-05]. （原始内容存档于2021-01-12）.
67. ↑  翁嫆琄. . ETtoday新闻云. 2017-12-26  [2017-12-26]. （原始内容存档于2021-01-12）.
68. ↑  . 联合早报. 2017-12-26  [2017-12-26].
69. ↑  . 苹果日报 (台湾). 2017-12-26  [2017-12-26]. （原始内容存档于2019-02-21）.
70. ↑  . 三立新闻. 2017-12-26  [2017-12-26]. （原始内容存档于2017-12-26）.
71. ↑  . 联合早报. 2017-12-27  [2017-12-27]. （原始内容存档于2017-12-27）.
72. ↑  新聞深喉嚨. . 2017-12-28  [2017-12-28]. （原始内容存档于2021-01-12） –YouTube.
73. 1 2  . 聯合報. 2018-01-24  [2018-01-25]. （原始内容存档于2021-01-12）.
74. ↑  . 联合早报. 2018-01-24  [2018-01-25]. （原始内容存档于2021-01-12）.
75. ↑  . 多维新闻. 2018-01-24  [2018-01-25]. （原始内容存档于2018-01-29）.
76. ↑  Asia Times. .   [2020-06-14]. （原始内容存档于2021-01-12）.
77. ↑  護照正名拒當中國 他讚：寫自己歷史 （页面存档备份，存于） 三立 2020.4.29
78. ↑  .   [2020-07-24]. （原始内容存档于2021-02-14）.
79. ↑  . tw.news.yahoo.com.   [2020-07-22]. （原始内容存档于2020-07-22） （中文（臺灣））.
80. ↑  
外交部預訂於明(110)年1月發行提升台灣辨識度的新版護照 （页面存档备份，存于） 2010.9.2
81. ↑  . 外交部領事事務局最新消息2020-11-30.   [2021-01-06]. （原始内容存档于2021-01-12）.

## 外部連結
- 中華民國外交部（页面存档备份，存于）（繁體中文）
- 中華民國外交部領事事務局 （页面存档备份，存于）（繁體中文）
- 中華民國內政部入出國及移民署 （页面存档备份，存于）（繁體中文）
- 財團法人海峽交流基金會（海基會）（页面存档备份，存于）（繁體中文）